# 水上町
水上町（日语：／ Minakami machi */?）是日本群馬縣最北部的一個町。設立于2005年10月1日，利根郡月夜野町、水上町、新治村新設合併誕生。水上町是群馬縣內面積最大的町。

## 交通

### 鐵道
- 中心車站：後閑車站

東日本旅客鐵道（JR東日本）
 上越新幹線
- - 上毛高原車站 -

■上越線
- - 後閑駅 - 上牧車站 - 水上車站 - 湯檜曾車站 - 土合車站 -

### 公車
- 關越交通
- 水上町營巴士

## 姊妹市・友好都市

### 國内
- 埼玉縣埼玉市
  - 2004年12月20日 締結友好都市（原新治村）
- 茨城縣取手市
  - 2009年8月8日 締結友好都市（水上町）
- 東京都中野區
  - 2012年9月18日 締結合作關係[1]。

### 海外
- 美國 德州亨茨維爾
  - 1991年4月18日 締結姊妹市（原新治村）
- 捷克 烏赫爾布羅德
  - 1995年11月3日 締結姊妹市（原月夜野町）
- 中華民國 台南市
  - 2013年12月13日 締結友好都市（水上町）

1. ↑  . 中野区. 2012-09-18  [2014-03-19]. （原始内容存档于2023-10-07）.